# Análisis de costo-efectividad
El análisis de costo-efectividad (ACE) o cost-effectiveness analysis (CEA) es una forma de análisis económico que compara los costos relativos con los resultados (efectos) de dos o más cursos de acción. El análisis de costo-efectividad es distinto del análisis de costo-beneficio, que asigna un valor monetario a la medida del efecto. El análisis coste-efectividad es de uso frecuente en el ámbito de los servicios de salud, donde puede ser inapropiado monetizar el efecto sobre la salud. Normalmente, el ACE se expresa en términos de una relación donde el denominador es una ganancia en la salud en cierta medida (años de vida, nacimientos prematuros evitados, vista-años ganados) y el numerador es el costo asociado con el aumento de la salud. La medida de resultado más utilizada son los años de vida ajustados por calidad (AVAC). El análisis de costo-utilidad es similar al análisis de costo-efectividad. El análisis de costo-efectividad a menudo se visualiza como el plano de costo-efectividad que consiste en cuatro cuadrantes. Los resultados representados en el Cuadrante I son más efectivos y más costosos, los que están en el cuadrante II son más efectivos y menos costosos, los que están en el cuadrante III son menos efectivos y menos costosos, y los que están en el cuadrante IV son menos efectivos y más costosos.

## Aplicación general
El concepto de costo-efectividad se aplica a la planificación y gestión de muchos tipos de actividades organizadas. Es ampliamente utilizado en muchos aspectos de la vida. En la adquisición de tanques militares, por ejemplo, los diseños de la competencia se comparan no solo por el precio de compra, sino también por factores tales como su radio de acción, velocidad, cadencia de tiro, protección de la armadura, el calibre y la penetración de armadura de sus armas. Si el desempeño de un tanque en estas áreas es igual o incluso ligeramente inferior a su competidor, pero sustancialmente menos costoso y más fácil de producir, los planificadores militares pueden seleccionarlo como más rentable que el competidor. En cambio, si la diferencia en precio es cercana a cero, pero el competidor más costoso transmitiría una ventaja enorme en el campo de batalla a través de munición especial, control del radar de fuego y el rango del láser,  lo que le permite destruir tanques enemigos con precisión a distancias extremas, los planificadores militares pueden eligen en lugar-basado en el mismo principio rentabilidad.
El análisis de costo-efectividad se aplica también a muchas otras áreas de la actividad humana, incluyendo la economía del uso del automóvil.

## Análisis de costo-efectividad en la farmacoeconomía
En el contexto de la farmacoeconomía, la relación costo-efectividad de una intervención terapéutica o preventiva es la relación que hay entre el costo de la intervención y una medida relevante de su efecto. El costo se refiere al recurso gastado en la intervención, por lo general se mide en términos monetarios como dólares o libras. La medida de los efectos depende de la intervención que se considere. Los ejemplos incluyen el número de personas curadas de una enfermedad, la reducción de mm Hg en la presión arterial y el número de días libres de síntomas experimentados por un paciente. La selección de la medida del efecto apropiada debe basarse en un juicio clínico en el contexto de la intervención que se está considerando.
Un caso especial de ACE es el análisis coste-utilidad, donde los efectos se miden en términos de años vividos en plena salud, usando una medida como años de vida ajustados por calidad o años de vida potencialmente perdidos. El costo-efectividad se expresa normalmente como una relación de coste-efectividad incremental (RCE),es decir, la relación entre el cambio en los costos y el cambio en los efectos.Una recopilación completa de los análisis de coste-utilidad en la literatura médica revisada por pares está disponible en el sitio web del Registro de análisis de costo-efectividad.
Un estudio de costo-efectividad realizado en 1995 de más de 500 intervenciones médicas que salvan vidas encontró que el costo promedio por intervención era $ 42.000 dólares por año de vida salvado. En una revisión sistemática hecha en el 2006 se encontró que los estudios financiados por la industria a menudo concluyeron con relaciones rentables por debajo de $ 20.000 dólares por AVAC y los estudios de baja calidad y los realizados fuera de los EE. UU. y la UE fueron menos propensos a estar por debajo de este umbral. Mientras que las dos conclusiones de este artículo pueden indicar que las medidas de RCE financiadas por la industria son de menor calidad metodológica que las publicados por fuentes ajenas a la industria, también existe la posibilidad de que, debido a la naturaleza de la retrospectiva u otro trabajo que no sea público, el sesgo de publicación pueden existir en lugar de sesgos metodológicos. Es posible que haya incentivos para una organización por no desarrollar o publicar un análisis que no demuestra el valor de su producto. Además, los artículos revisados por pares en revistas deben tener una metodología sólida y defendible, ya que es la expectativa del proceso de revisión por pares.